# Haplogryllacris simplex
Haplogryllacris simplex is een rechtvleugelig insect uit de familie Gryllacrididae. De wetenschappelijke naam van deze soort is voor het eerst geldig gepubliceerd in 1871 door Walker.